# NOTD
NOTD는 스웨덴 출생 음악 프로듀서 둘, 토비아스 다니엘손과 사무엘 브란트가 2017년에 결성한 듀오이다. 그들은 비 밀러가 피처링한 곡 "I Wanna Know"와 펠릭스 옌과 함께하고, 캡틴 컷츠,  조지아 쿠가 피처링한 "So Close"로 유명하다.
이 듀오는 사운드클라우드에서 결성되었다. 그리고 그 둘이 같은 고등학교를 다닌다는 것을 알기 전, 함께 곡에 대한 리믹스를 만들기 시작했다. 그리고 이 "NOTD"라는 이름은 각각의 성의 마지막 글자를 조합해서, 거꾸로 하면 나오는 글자들이다.